# Ужин с придурками
«Ужин с придурками» (англ. Dinner for Schmucks) — американская комедия режиссёра Джея Роуча, ремейк одноимённого французского фильма. Премьера в США состоялась 30 июля 2010 года.

## Сюжет
Тим работает в фирме. Однажды одного из сотрудников выгоняют и Тим решил занять его место, для чего на собрании он предложил одну идею. Начальник отметил это и дал Тиму шанс получить повышение, но для этого ему нужно привести на ужин придурка. После разговора со своей девушкой он передумал. Когда Тим ехал на машине, сама судьба бросила ему под ноги Барри — человека, делающего диорамы из дохлых мышей. Тим решает привести Барри на ужин.

## В ролях
- Стив Карелл — Барри
- Пол Радд — Тим
- Зак Галифианакис — Терман
- Джемейн Клемент — Киран Воллард
- Стефани Шостак — Джули
- Люси Панч — Дарла
- Крис О’Дауд — Марко
- Брюс Гринвуд — Ланс Фендер
- Дэвид Уоллиамс — Мюллер
- Рон Ливингстон — Колдуэлл
- Андреа Сэвадж — Робин
- Алекс Борштейн — рыжеволосая женщина (в титрах не указана)
- Бланка Сото — Кэтрин (в титрах не указана)